# Carrizopteron
Carrizopteron – wymarły rodzaj z rzędu Caloneurodea i rodziny Hapalopteridae. Obejmuje tylko jeden znany gatunek: Carrizopteron longum.
Rodzaj i gatunek typowy opisane zostały w 2004 roku przez Aleksandra Rasnicyna na podstawie pojedynczej skamieniałości skrzydła. Odnaleziono ją na terenie Carrizo Arroyo w stanie Nowy Meksyk, w ogniwie Red Tanks formacji Bursum. Pochodzi ona z asselu we wczesnym permie. Nazwa rodzajowa to połączenie części nazwy lokalizacji i greckiego πτερόν (pterón), oznaczającego „skrzydło”.  Epitet gatunkowy longum oznacza po łacinie „długie” i odnosi się do silnie wydłużonego kształtu skrzydła.
Owad ten miał przypuszczalnie skrzydło długości około 12–12,5 mm, przy czym zachowany jego fragment ma 11,8 mm długości i 2,4 mm szerokości. W bardzo wąskim polu kostalnym brak było żyłki subkostalnej, a przypuszczalnie także żyłek poprzecznych. Żyłka radialna ciągnęła się niemal do wierzchołka skrzydła. Grzebieniasty sektor radialny dawał sześć odgałęzień. Żyłka medialna była nierozgałęziona i prosta w przebiegu. Niemal prosta przednia żyłka kubitalna dawała przed wierzchołkiem skośne odgałęzienia, natomiast tylna żyłka kubitalna była nierozgałęziona. Krótka i nierozgałęziona pierwsza analna nieco zygzakowała przy punktach łączeń z żyłkami poprzecznymi.
Z tego samego ogniwa formacji Bursum znane są również skamieniałości innych Hapalopteridae (Arroyopteron, Carrizarroyo), innych Caloneurodea (Paleuthygramma, Vilviopsis), owadów z takich innych rzędów jak: przerzutki (rodzina Dasyleptidae), Dictyoneurida (rodziny Calvertiellidae, Dictyoneuridae, Hanidae i Spilapteridae), Diaphanopterida (rodziny Asthenohymenidae i Martynoviidae), psotniki (rodzina Psocidiidae), Miomoptera (rodzina Palaeomanteidae), Paoliida (rodzina Anthracoptilidae), pluskwiaki (rodzina Archescytinidae), prostoskrzydłe (rodzina Thueringoedischiidae), świerszczokaraczany (rodzina Liomopteridae) i wojsiłki (rodzina Kaltanidae) oraz niedającego się zaliczyć do rzędu Microcarrizo.